# Siphona unispina
Siphona unispina là một loài ruồi trong họ Tachinidae.